# 瓦朗邦
瓦朗邦（法語：Varambon，法語發音：[vaʁɑ̃bɔ̃]）是法国东部安省的一个市镇，属于楠蒂阿区。

## 地理
瓦朗邦（46°2'25"N, 5°18'59"E）面积7.99 平方千米，位于法国奥弗涅-罗讷-阿尔卑斯大区安省，该省份为法国东部省份，北起汝拉省，西北接索恩-卢瓦尔省，西接罗讷省和里昂大都会，南至伊泽尔省，东与萨瓦省、上萨瓦省和瑞士接壤。
与瓦朗邦接壤的市镇（或旧市镇、城区）包括：昂布罗奈、德吕亚、蓬丹、普里艾、安河畔维莱特。

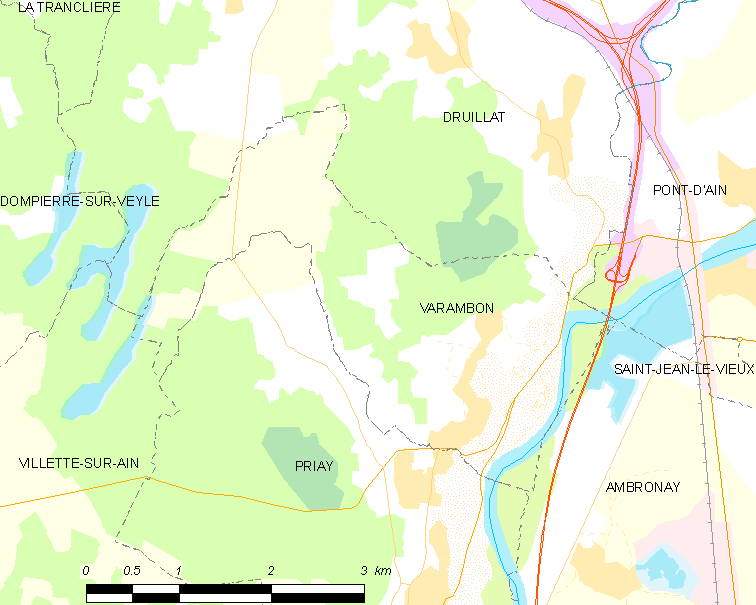
瓦朗邦的OSM定位图

瓦朗邦的时区为UTC+01:00、UTC+02:00（夏令时）。

## 行政
瓦朗邦的邮政编码为01160，INSEE市镇编码为01430。

## 政治
瓦朗邦所属的省级选区为蓬丹县。

## 人口

1962-2008年间瓦朗邦人口变化图示

瓦朗邦于2022年1月1日时的人口数量为664人。